# ضريح العطار
ضريح العطار (بالفارسية: آرامگاه عطار نیشابوری) ضريح تاريخي يعود إلى الدولة التيمورية، ويقع في نيسابور. هذا المبنى هو قبر فريد الدين العطار.

## معرض الصور

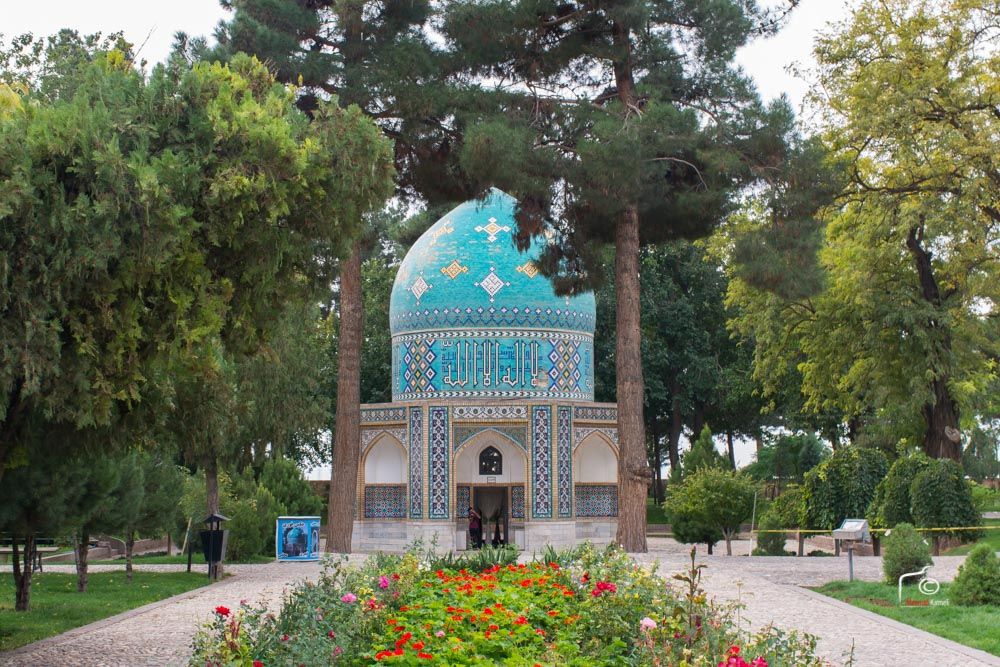
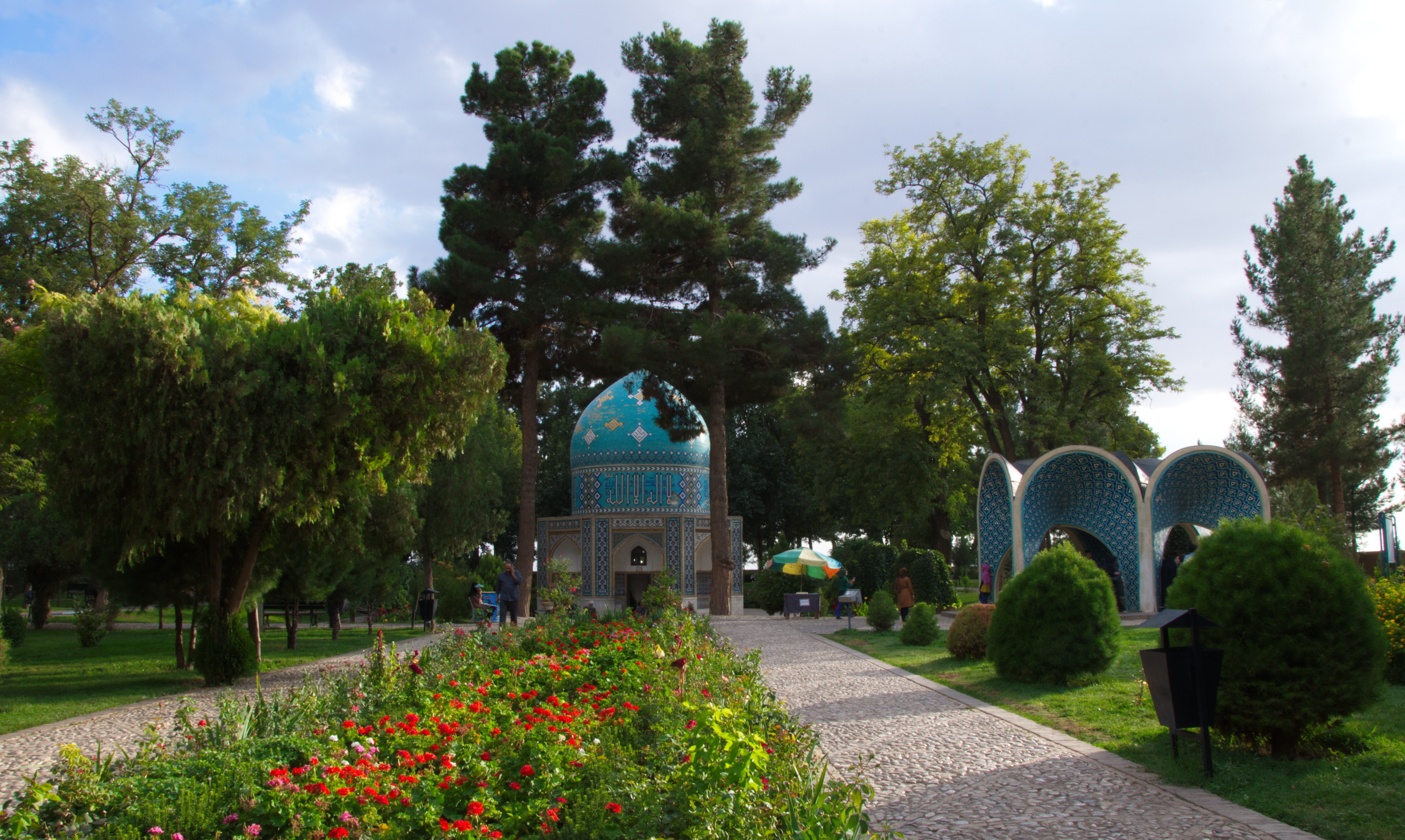
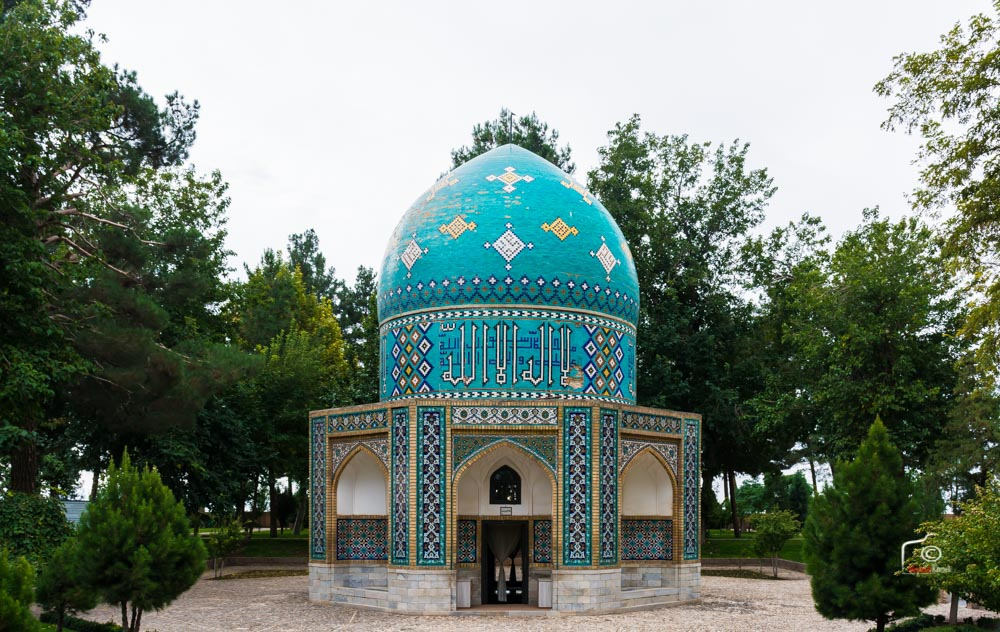
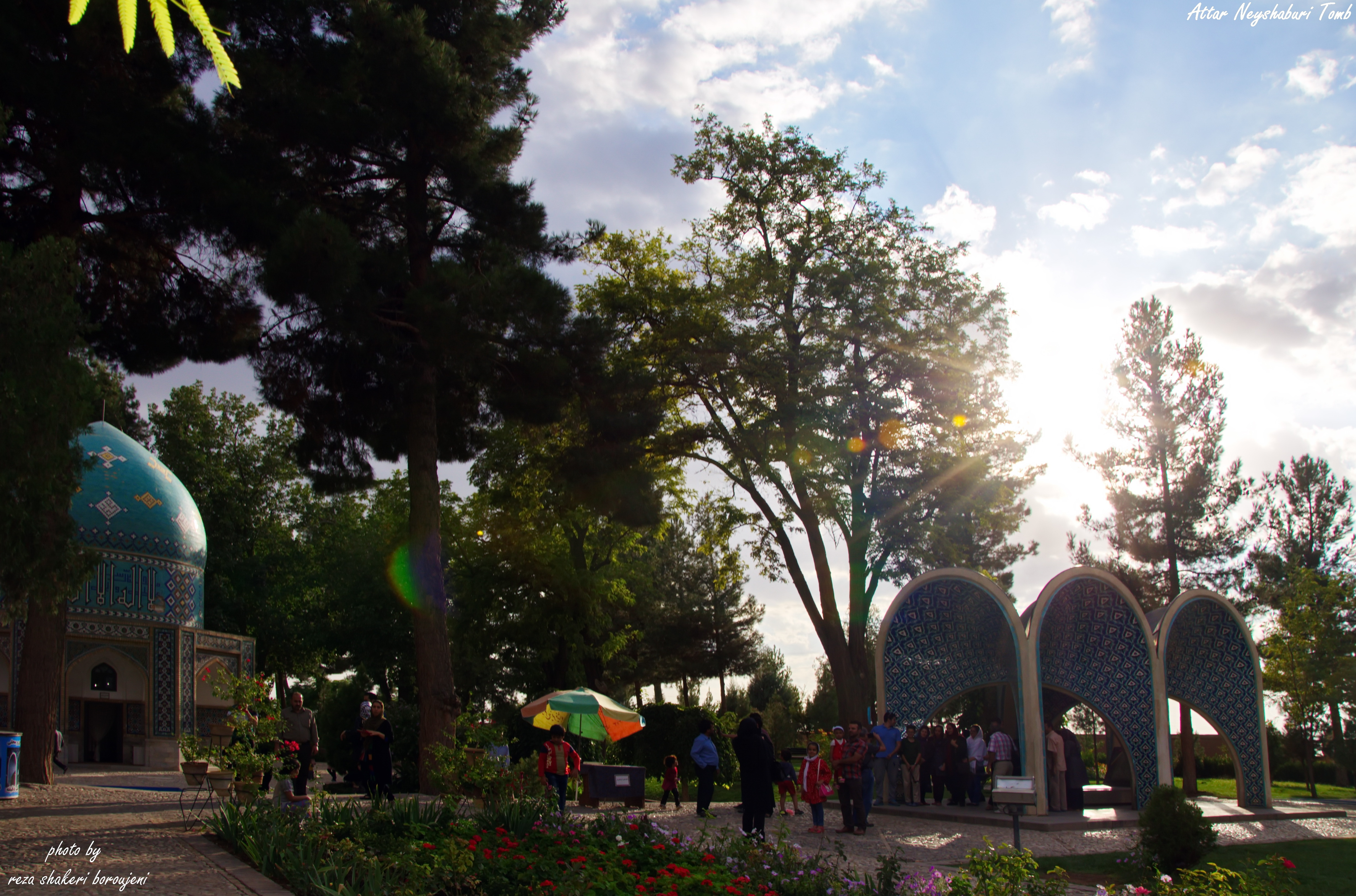
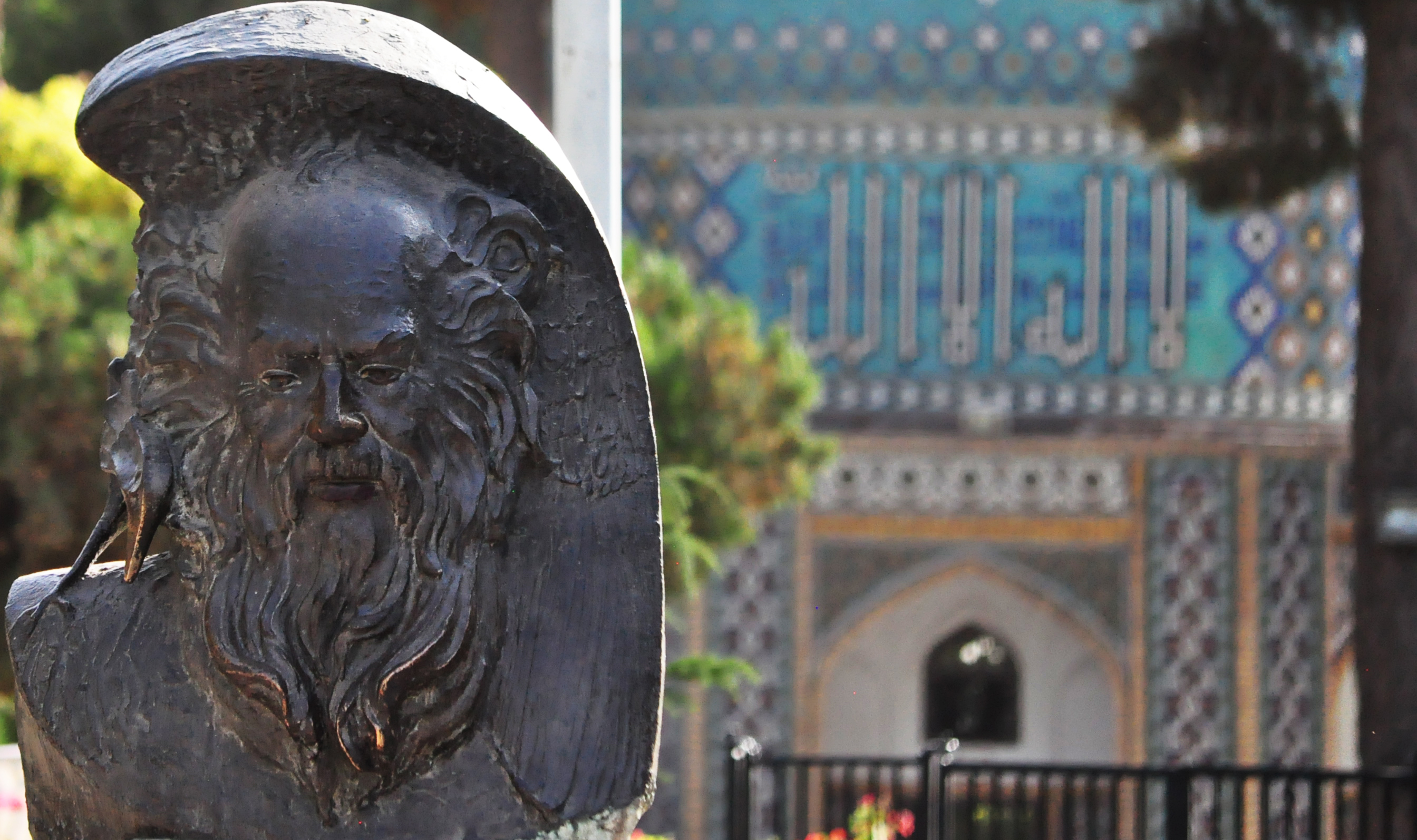
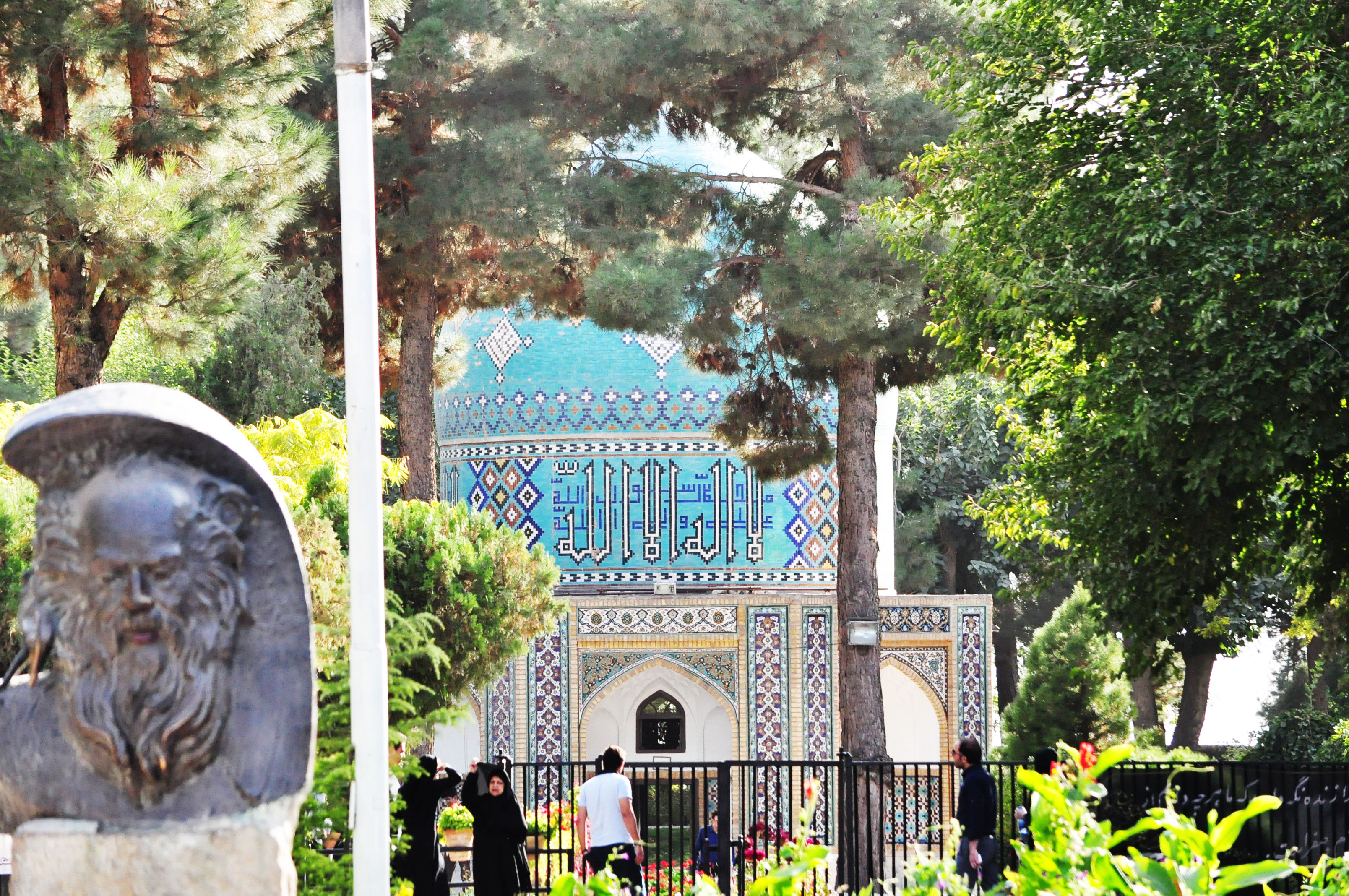
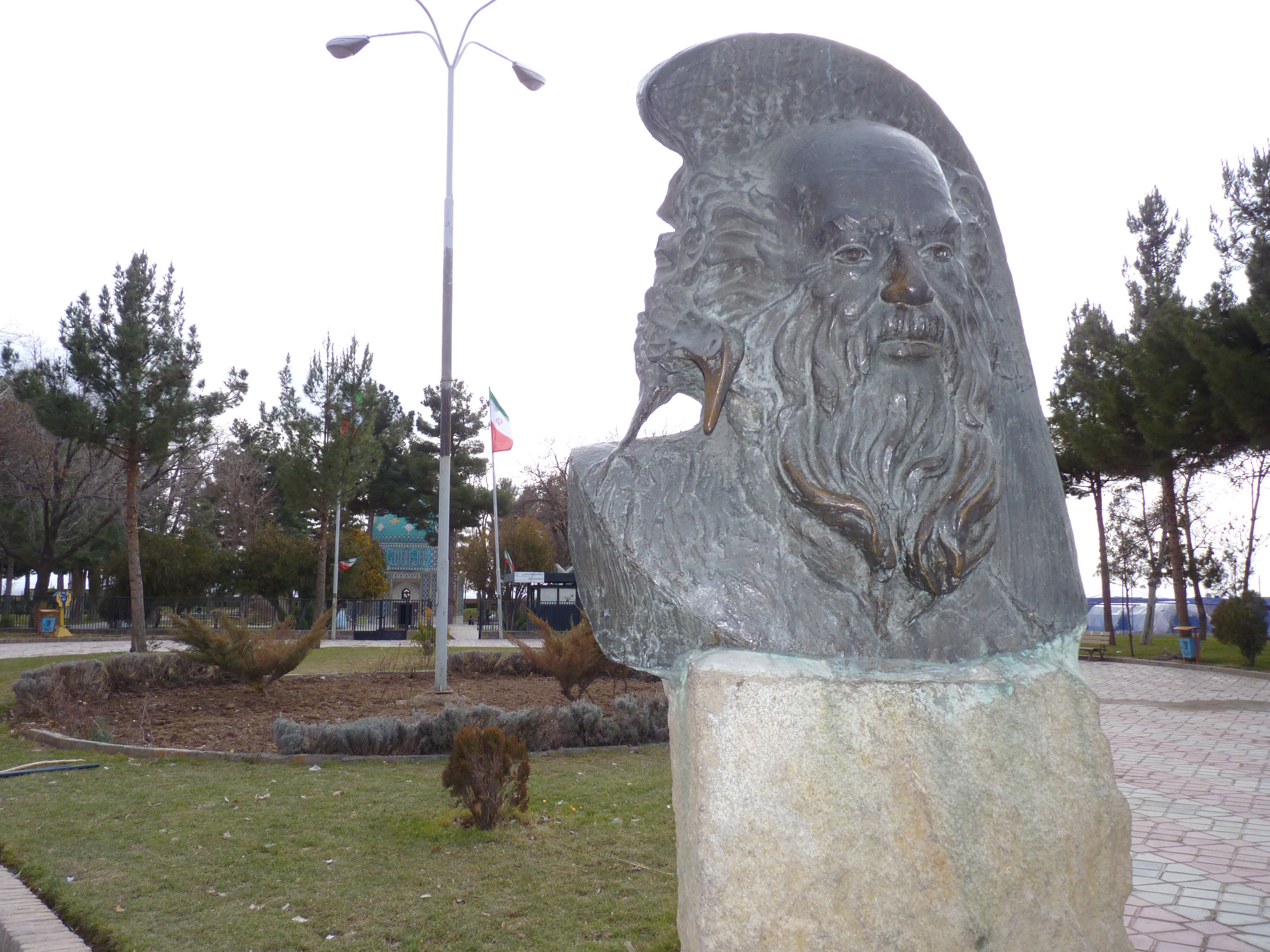
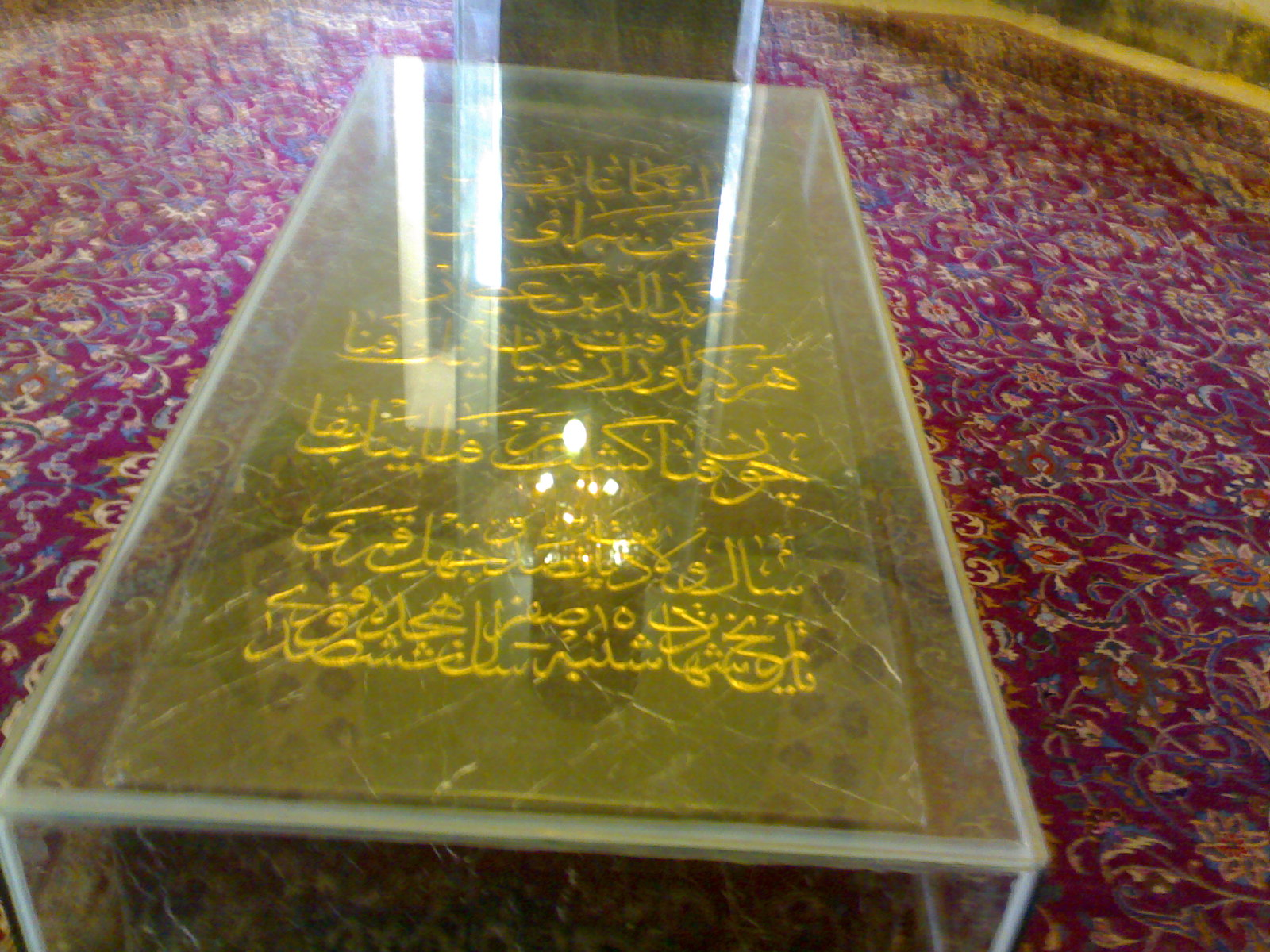